# Ametris monilaria
Ametris monilaria är en fjärilsart som beskrevs av Fabricius 1777. Ametris monilaria ingår i släktet Ametris och familjen mätare. Inga underarter finns listade i Catalogue of Life.